# Wittesheuvel

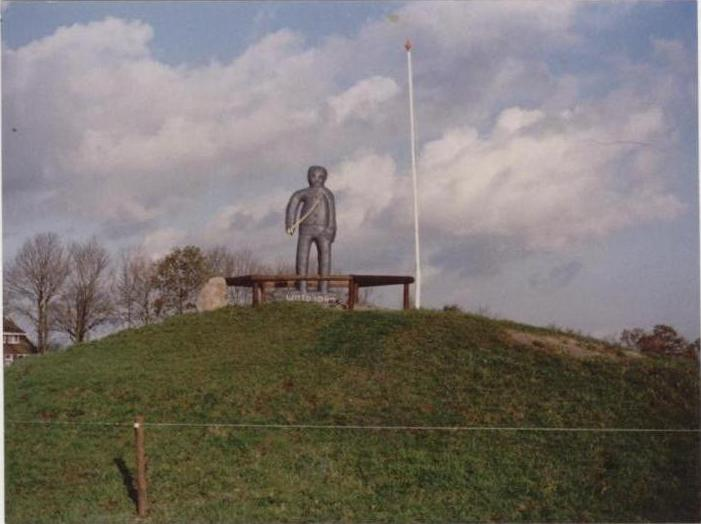
De Wittesheuvel

De Wittesheuvel, ook Wittelterberg genoemd, is het restant van een motte (kasteelberg) gelegen in Wittelte tussen de Wittelterweg, Mr. Broerweg en Tolhuisweg, nabij Diever in de gemeente Westerveld (Drenthe).
De heuvel is bij de ruilverkaveling door Jacob Snoeken, de eigenaar van de grond, voor totale vernietiging behoed. De Wittesheuvel is nooit archeologisch onderzocht. Wel is er een steengoedkannetje gevonden uit de tweede helft van de 13e eeuw. Als archeologisch belangwekkend terrein met daarin de sporen van een laatmiddeleeuws mottekasteel met omgrachting is het sinds 2002 een beschermd rijksmonument.

## Toestand in 1847
Bij een inspectie in 1847 door Leonardt J.F. Janssen die conservator was bij het Rijksmuseum van Oudheden werd geschat dat de hoogte 6 meter was. Janssen liet één schrede van hem voor één meter tellen. Het boek De Canon van Westerveld (2009) noemt ruim 4 m als de oorspronkelijke hoogte. Volgens Janssen was de middellijn 30 m en bevatte de met struikgewas begroeide heuvel potscherven. Door zandafgraving waren de restanten van vier potten zichtbaar op 1 m boven de grond. Donkerbruin, roodachtig, lichtrood en geel, hard gebakken en bewerkt, een van fijne aarde en de rest van grover materiaal. Dit aardewerk was er bij de ophoging in gekomen. Er was overeenkomst met de resten van kogelvormige potten bij Odoorn. De heuvel was aan de west- en zuidzijde door zandafgraving ernstig aangetast. De omgrachting omringde de gehele heuvel, zodat er ooit een brug gelegen moet hebben en het materiaal voor de ophoging heeft de gracht doen ontstaan. Er is sprake van een waterburcht.
Honderdvijftig jaar later hebben water, wind, mens en dier hun tol geëist en is de heuvel van bescheiden formaat. Wel tekent hij zich nog altijd duidelijk af in het landschap. De kasteelgracht die nog steeds als een depressie zichtbaar is, was volgens Janssen in 1847 reeds gedeeltelijk gedempt en 20 m breed. Op het hoger gelegen terrein bij de Wittesheuvel zou de voorburcht gelegen kunnen hebben. Er zijn nog sporen van de voedende beek voor de slotgracht (een stroompje van de Olde Aa) zichtbaar. Van de bewoners van dit kasteel dat waarschijnlijk reeds in de 11e eeuw op de heuvel heeft gestaan, is historisch niets met zekerheid bekend. Het mottekasteel werd opgevolgd door de versterkte bisschoppelijke hoeve De Oldenhof, die in verval raakte na het einde van de bisschoppelijke macht in 1522.

## Mogelijke bewoners
In de 11e eeuw woonden Uffo en zijn broers, prefeodale adel, in het Graafschap Drenthe ten tijde van graaf Gozelo I van Verdun (1023-1044). Er bestaat geen betrouwbare informatie over een relatie tussen de kasteelbergen te Wittelte (Wittesheuvel) en Rheebruggen/Uffelte (Borgbarg of Rheebruggenborcht), de mogelijke voorganger van een kasteeltje uit de 16e eeuw te Peelo en de bezittingen van Uffo en zijn broers te Wittelte, Uffelte en Peelo. De genoemde kasteelbergen die in de 11e tot 12e eeuw worden geplaatst, restanten van mottekastelen, zijn nog als laaggelegen ronde aarden heuvels, oorspronkelijk met een ronde gracht, gevoed door een nabijgelegen natuurlijke waterloop, in het Drentse landschap zichtbaar. De naam Wittelte (Withelte) is afgeleid van de legendarische Witto of "wit helte" (wit hout), Uffelte (Uphelte) van de historische Uffo of "up helte" (op hout) en Peelo (Pithelo) van "pith" en "lo" (moeras en bos). Volgens Bernd Otter (Asser Historische Vereniging) werd Pithelo naderhand verbasterd tot Pedelo en later Peelo. Ook Pittelo is afgeleid van Pithelo.
Volgens het boek Wittelte na Witto waren er in de 11e eeuw drie broers: Witto, Uffo en Peelo die respectievelijk op de Wittesheuvel, Borgbarg en in Peelo (bij Assen) gewoond zouden hebben. Voor deze veronderstelling ontbreekt een historisch bewijs. In het naslagwerk Dwars door Drenthe wordt een overgeleverde rapportage uit 1557 aan koning Philips II vermeld die volgens de auteur niet van historische waarde ontbloot is. Drie adellijke broers van Lichtenberg woonden eertijds te Wittelte, bij Havelte (op de Blankenborch; de vroegere hof van Sint-Pieter bij Uffelte) en te Rheebruggen. Het is de vraag of het in 1557 over Uffo en zijn broers gaat. De wijze waarop het bisdom Utrecht aan de goederen komt, door vererving aan een vierde broer, proost van Sint-Pieter, en uiteindelijk een overdracht aan het kapittel van Sint-Pieter, wijkt af van de rechtshandeling bij Uffo en zijn broers uit 1040. Een vermelding in het handschrift Monumenta van Buchelius (Arnout van Buchel; 1565-1641) van ene Jacob van Lichtenberg, proost van het kapittel van Sint-Pieter en kanunnik van het Domkapittel te Utrecht uit de 15e eeuw, is misschien een aanwijzing. Het plaatsen van een der broers uit de overgeleverde verklaring van 1557 op de Wittesheuvel, in de 16e eeuw de Paosberg genoemd, zoals Minderhoud doet, is dan ook als speculatief te beschouwen. Toch valt zeker niet uit te sluiten dat de kern van de gegevens uit 1040 en 1557 over dezelfde broers gaat. De rechtshandeling in de overgeleverde rapportage van 1557 kan een onjuiste vermelding zijn en Peelo (zie 1040) is dan vervangen door Rheebruggen (zie 1557). De naam Lichtenberg duikt in de 14e eeuw in Utrecht op en kan via grootgrondbezit van de geestelijkheid in Drenthe verspreid zijn geraakt. Bovendien stond er ooit volgens een overlevering in Dalerveen het herenhuis Lichtenberg. De rechtshandeling uit 1040 kan in vergetelheid zijn geraakt of om propagandistische redenen veranderd zijn. De vervanging van Peelo door Rheebruggen is begrijpelijk omdat de hof van Peelo reeds vroeg in verval raakte en uit het geheugen verdween, terwijl de havezate (herenboerderij) in Rheebruggen uiteraard bekend was in Uffelte, waar kennelijk de wijziging had plaatsgevonden. Een interessant detail is dat eind 13e eeuw in Wittelte, Uffelte en Peelo een hof aanwezig was waar de pachten werden verzameld. De Encyclopedie van Drenthe (2003) vermeldt dat van de bewoners van de Wittesheuvel historisch niets bekend is.
Dr. Picardt (Johan Picardt; 1600-1670) die naast zijn theologische werk ook wel archeologisch onderzoek deed, schreef over Uffo en zijn broers, "die schandelycke straetschennerye, tyrannye en gewelt tegen in- en uytlanders souden bedreven hebben".
De Wittesheuvel is naambasis voor de achternaam Bij de Berg, welke in 1968 is uitgestorven. De familie heeft jarenlang bij de Wittesheuvel gewoond.

## Standbeeld
In 1987 werd in Wittelte een standbeeld van de legendarische edelman Witto op de Wittesheuvel geplaatst, vervaardigd door Jacob Snoeken, boer en eigenaar van het land waarop deze heuvel ligt. Hij noemt zijn boerderij "Witto's Veurhof" ter herinnering aan Witto. Volgens vage bronnen zou hij daar gewoond hebben. Geograaf Lex Ritman had hem in 1983 op de burchtheuvel gewezen na een onderzoek ter plaatse en in diverse archieven. Jacob Snoeken bleek zich echter reeds bewust te zijn van het historisch belang van "zijn" berg. Hij heeft ook een onderzoek gedaan naar de historische achtergronden en beschouwt zich als de beschermheer van de Wittesheuvel (Witto's heuvel). In 1990 werd op zijn initiatief het 950-jarig bestaan van Wittelte op grootse wijze gevierd. Als herinnering aan het roemruchte verleden is toen de brink (het plein) ingericht met drie zwerfstenen voorzien van de namen van de drie broers Witto, Uffo en Peelo. In 2010 vierde men het 970-jarig bestaan. De persoonsnamen Witto en Peelo zijn echter aan de fantasie van latere historici ontsproten. Alleen Uffo wordt daadwerkelijk in 1040 in een oorkonde genoemd. De persoonsnamen Witto en Peelo werden afgeleid van de plaatsnamen Withelte (Wittelte) en Pithelo (Peelo), genoemd in die oorkonde waarin Uffo naast de plaatsnaam Uphelte (Uffelte) werd vermeld. In die oorkonde van 21 mei 1040 had koning Hendrik III (Goslar, Duitsland) een einde gemaakt aan de macht van Uffo en zijn broers wegens een schandelijke misdaad, waarbij hij hun alle bezittingen in Withelte, Uphelte en Pithelo (Wittelte, Uffelte en Peelo) had ontnomen. In 1040 werden hun ook goederen te Lintherminge en Enon (Leermens en Eenum) ontnomen. Hij schonk alles aan bisschop Bernold van Utrecht, die uiteindelijk in 1046 de grafelijke macht in geheel Drenthe in handen kreeg.

## Beschermheer
Op 16 mei 2018 overleed Jacob Snoeken, beschermheer van de Wittesheuvel. De fakkel werd overgenomen door zijn zoon Jacco. Door het standbeeld op de kasteelberg en de drie zwerfstenen op de brink met de namen van de drie gebroeders, zal de herinnering aan Jacob Snoeken levend gehouden worden. De reeds genoemde hoeve blijft Witto's Veurhof.

## Tweede kasteelberg
Volgens Diana Spiekhout bevindt zich een tweede kasteelberg ten zuidwesten van Wittelte. Ze deed onderzoek in 2018. L.J.F. Janssen bespreekt in zijn boek Drentsche oudheden onder andere Wittelte en noemt daar een schans (Wittelter Schans) en een  waterburcht (Wittesheuvel). Naast Diana Spiekhout heeft ook Tessa van der Laan over deze materie geschreven. De Wittesheuvel wordt Wittelte-I en de Wittelter Schans wordt Wittelte-II genoemd. 
Bij de schans zijn meerdere verklaringen over de functie.  Wittelte-II is moeilijk te dateren. Nader archeologisch onderzoek is vereist.
De Wittelter Schans heeft twee wallen en droge grachten, waarbij de buitenste wal geheel gesloten is en hoger dan de binnenste. Bovendien is deze wal aan de oostzijde veel dikker (9 m in plaats van 3 m). Mogelijk is er dan  een overbrugging geweest. De schans is rond met een vlakke top, heeft een diameter van 15 m en een hoogte van 4 m. De schans is verbonden met een landweer en het geheel is door ruilverkaveling verdwenen. In de grond zijn nog sporen achtergelaten die met een luchtfoto zichtbaar worden.